# Ensaio sobre a dádiva
Ensaio sobre a dádiva, também conhecido como Ensaio sobre o dom (no original francês: Essai sur le don: forme et raison de l'échange dans les societés archaiques - “Ensaio sobre a dádiva: forma e razão da troca nas sociedades arcaicas”), é um livro de Marcel Mauss, publicado pela primeira vez em 1925, que versa sobre os métodos de troca nas sociedades tidas como primitivas. É reconhecido como o estudo de caráter etnográfico, antropológico e sociológico mais antigo e importante sobre a reciprocidade, o intercâmbio e a origem antropológica do contrato.

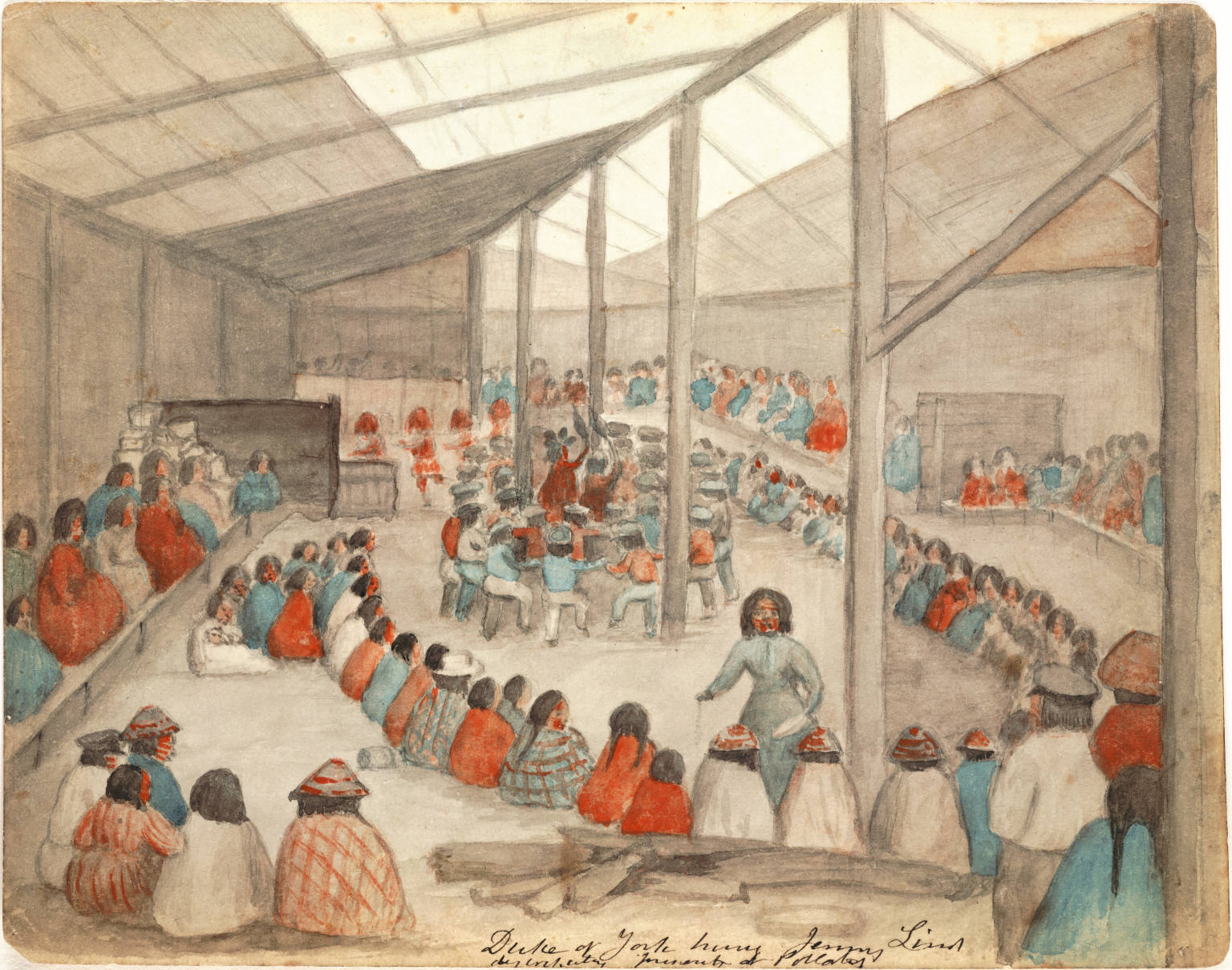
Aquarela de James G. Swan do povo Klallam com uma das esposas do Chefe Chetzemoka distribuindo bens no potlatch.

Os aspectos históricos do que hoje entendemos como direito das obrigações são também abordados nesse livro, inclusive quanto ao aspecto (diacrônico) da origem da distinção, nas sociedades semíticas, grega e romana, entre a obrigação e a prestação não gratuita, de um lado, e a dádiva, do outro. Aquisições recentes da civilização, de acordo com ele, com possível origem em fase anterior, sem a mentalidade fria e calculista de dádivas trocadas, em que se fundem pessoas e coisas tal como pode ser deduzido em vestígios do direito romano, ou nitidamente nas leis da Germânia, ou Código de Manu da Índia antiga.

## Estrutura da obraEnsaio sobre a dádiva
- Introdução. Epígrafe. Programa. Método seguido
- Prestação, dádiva e potlatch
- 1. As dádivas trocadas e obrigação de retribuí-las (Polinésia)
  - 1.1. Prestação total, bens uterinos contra bens masculinos (Samoa)
  - 1.2. O espírito da coisa dada (Maori)
  - 1.3. Outros temas: a obrigação de dar, a obrigação de receber
  - 1.4. Observação. O presente dado aos homens e o presente dado aos deuses

- Outra observação sobre a esmola

- 2. Extensão desse sistema. Liberalidade, honra, moeda
  - 2.1. Regras da generosidade (Ilhas Andaman)
  - 2.2. Princípios, razões e intensidade das trocas de dádivas (Melanésia)

- Nova Caledônia
- Trobriand
- Outras sociedades melanésias

- 2.3. Noroeste da América do Norte

- A honra e o crédito
- As três obrigações: dar, receber, retribuir
- A força das coisas
- A "moeda de renome"
- Primeira conclusão

- 3. Sobrevivência desses princípios nos direitos antigos e nas economias antigas
  - 3.1. Direito pessoal e direito real (direito romano muito antigo)

- Escólio
- Outros direitos Indo-europeus:

- 3.2. Direito hindu clássico

- Teoria da dádiva

- 3.3. Direito germânico (a caução e a dádiva)

- Direito celtas
- Direito chinês

- 4. Conclusão
  - 4.1. Conclusões de moral
  - 4.2. Conclusões de sociologia econômica e de economia política
  - 4.3. Conclusões de sociologia geral e de moral
- Bibliografia

## Publicações
Em português por:
- Pt. Edições 70, 2008. Mauss, Marcel: Ensaio Sobre a Dádiva.
- Br, SP, Cosac Naif, 2003 in Mauss, Marcel: Sociologia e Antropologia.
- Br, SP, E. P. U. / EdUSP, 1974 in Mauss, Marcel: Sociologia e Antropologia. (2V)

Esta obra de Marcel Mauss foi publicada originalmente em L'Année Sociologique, número de 1923-1924 (publicado em 1925).

## Sinopse interpretativa
O ensaio de Mauss discorre acerca do modo como a troca de objetos entre os grupos constrói relacionamentos entre eles. Sustentou que, ao doar ou dar um objeto (presente), o doador cria uma obrigação em face ao receptor, que fica de lhe devolver o presente. O resultado de tal conjunto de trocas que ocorrem entre indivíduos de um grupo e entre diferentes grupos corresponde a uma das primeiras formas de economia social e de solidariedade social que une os grupos humanos. As doações recíprocas estabelecem relações de fortes alianças, hospitalidade, proteção e assistência mútua.
O ensaio está construído com base em uma ampla gama de estudos etnográficos de distintos grupos humanos. Mauss aproveitou: a experiência e os dados dos estudos de Bronislaw Malinowski acerca do intercâmbio do kula registrado entre habitantes das Ilhas Trobriand; e a instituição do Potlatch sobre os índios da costa do Pacífico no Noroeste da América do Norte e outros estudos etnográficos de povos da Polinésia que mostram a prática generalizada de troca de presentes em sociedades não européias. Analisa simultaneamente a história da Índia e sugere que os traços de troca de presentes também podem ser encontradas nas sociedades mais desenvolvidas. Nas conclusões do livro, o autor sugere que as sociedades seculares industrializadas poderiam beneficiar-se ao reconhecerem a prática das dádivas e doações (troca de presentes).
Para Levi-Strauss, autor de "Introdução à obra de Marcel Mauss”, o “Ensaio sobre a dádiva” é a obra-prima de Mauss. Foi nesse texto, segundo ele, que Mauss introduziu e impôs a noção de fato social total, que se apresenta com um caráter tridimensional, fazendo coincidir a dimensão propriamente sociológica, com seus múltiplos aspectos sincrônicos; a dimensão histórica ou diacrônica; e, por último, a dimensão físico-psicológica. O mérito de Mauss, ainda segundo Levi-Strauss, foi o fato de, pela primeira vez no pensamento etnológico, transcender a experiência empírica – da descrição e comparação erudita ou anedótica – para formas comparáveis entre si por seu caráter comum, em modalidades que podem ser analisadas e classificadas, inaugurando uma nova era das ciência sociais.
Para Pierre Bourdieu, é indispensável, a quem quiser compreender adequadamente o que vem a ser "dom", afastar-se não só da filosofia da consciência, que considera como princípio de toda ação uma intenção consciente, mas também do economicismo, que não conhece outra economia que a do cálculo racional e do interesse reduzido ao interesse econômico (o “toma lá, dá cá”). Esse autor considera ainda aberta a possibilidade de desenvolvimento nas sociedades, o equivalente à revolução simbólica que desenvolveu a economia do dom, que se baseia em uma denegação do econômico (em sentido estrito), busca a acumulação do capital simbólico (como capital de reconhecimento, honra, nobreza etc.) e que se efetua, sobretudo, através das trocas de dons, de palavras, de desafios e réplicas, de mulheres etc., reafirmando as ideias de Mauss sobre essa possibilidade de desenvolvimento da generosidade.